# Neded
Neded és un poble i municipi d'Eslovàquia que es troba a la regió de Nitra, al sud-oest del país, prop del riu Váh (conca hidrogràfica del Danubi) i de la frontera amb la regió de Trnava.
El 2021 tenia 3,178 habitants.

## Demografia
| Godina             | 1994 | 2004   | 2014   | 2024   |
| ------------------ | ---- | ------ | ------ | ------ |
| Nombre de persones | 3152 | 3102   | 3303   | 3174   |
| Diferència         |      | −1,58% | +6,47% | −3,90% |

| Godina             | 2023 | 2024   |
| ------------------ | ---- | ------ |
| Nombre de persones | 3193 | 3174   |
| Diferència         |      | −0,59% |